# Schönewalde (Sonnewalde)

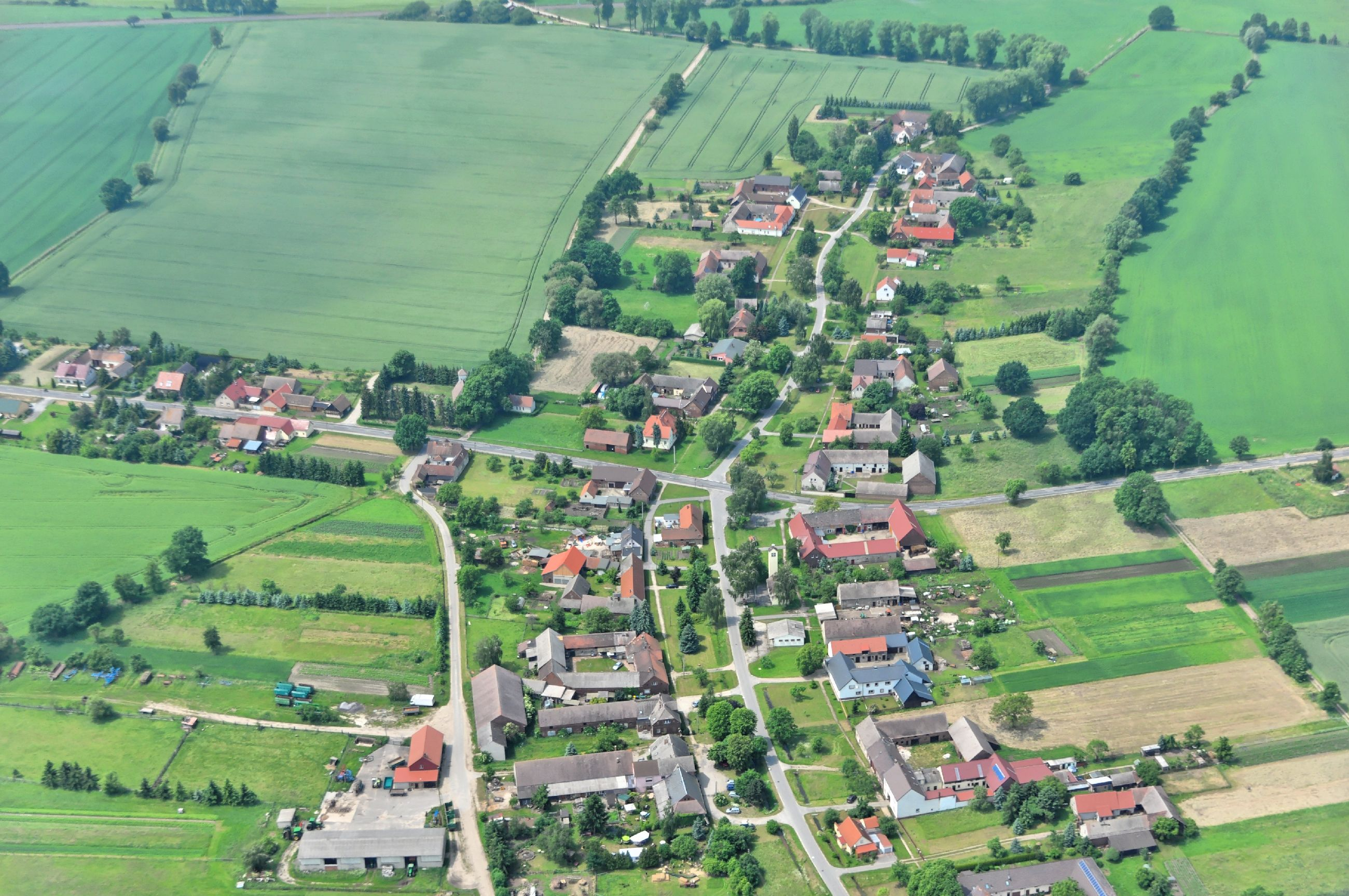
Schönewalde

Schönewalde ist ein Ortsteil der Stadt Sonnewalde im südbrandenburgischen Landkreis Elbe-Elster.

## Geschichte
Das Dorf wurde erstmals 1474 urkundlich erwähnt. Es gehörte lange Zeit zur Herrschaft Sonnewalde.

## Kultur und Sehenswürdigkeiten
Im Ort befindet sich seit 1996 das Motorrad-Museum Schönewalde, in dem auf etwa 100 m² Ausstellungsfläche 67 Motorrad-Modelle aus 40 Jahren DDR präsentiert werden.

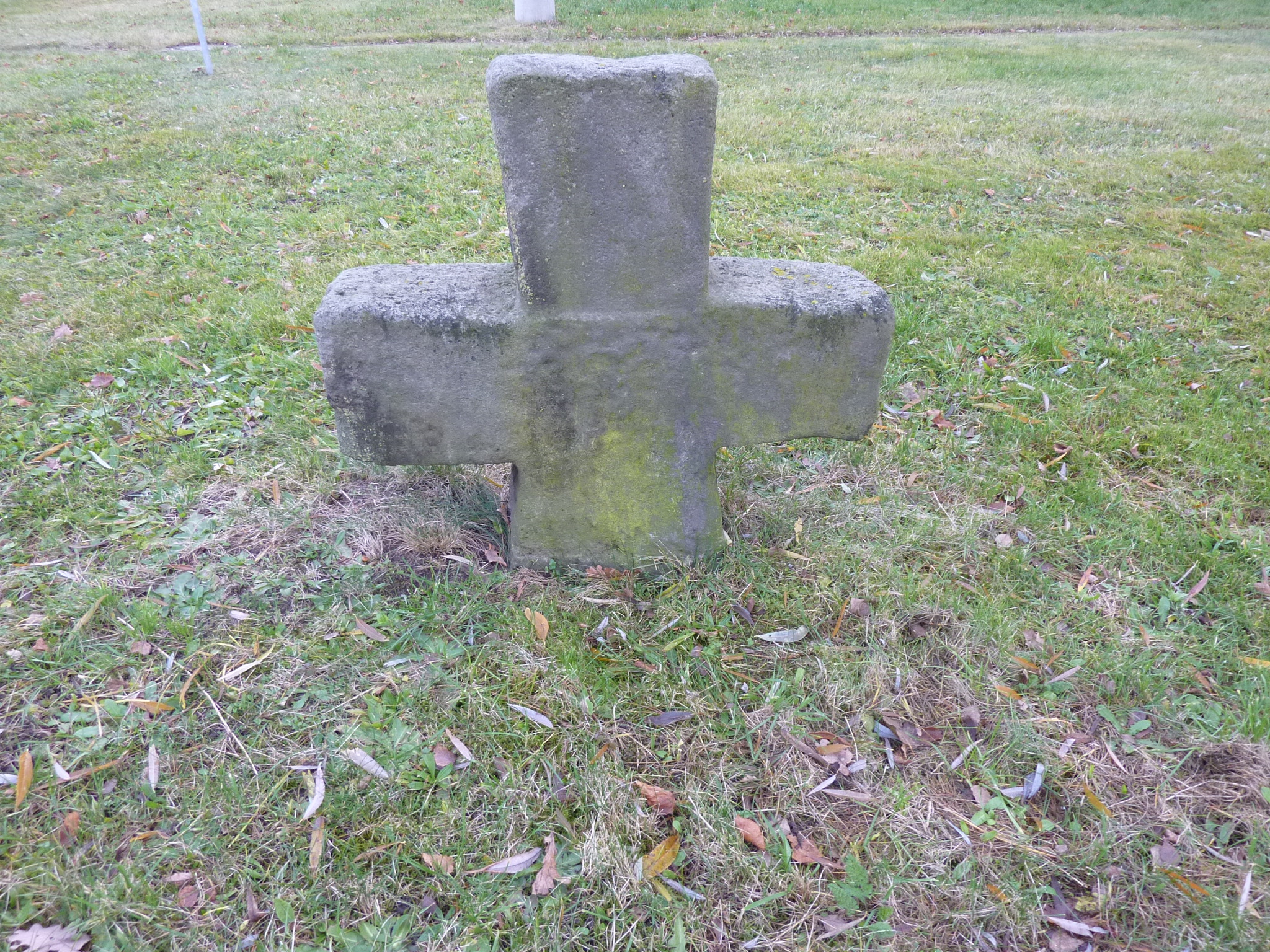
Steinkreuz in Schönewalde

Westlich des Dorfgrabens im Südwestwinkel einer Straßenkreuzung befindet sich ein Sühnekreuz.
Regelmäßige Veranstaltungen im Ort sind unter anderem das alljährlich am 3. Juliwochenende stattfindende Schönewalder Blasmusikfest sowie die am letzten Julisonntag stattfindende große Oldtimer-Rallye mit Kfz-Teilemarkt, welche vom Motorsportclub Lübbenau organisiert wird.